# Nazione della Vistola
Nazione della Vistola (in russo Привислянский край?, Privisljanskij kraj; in polacco: Kraj Przywiślański) fu il nome assegnato alle terre del Regno del Congresso (nome assunto dalla Polonia dopo lo smembramento) dopo la sconfitta della rivolta di novembre (1830-31), via via che la sua autonomia diminuiva e incrementava l'assorbimento da parte dell'Impero russo. Questa regione continuò ad essere conosciuta in modo informale come Polonia russa.
Dopo il 1837 tutti i voivodati che costituivano il Regno del Congresso furono trasformati in gubernie e divennero parte integrante dell'Impero russo, governati direttamente dagli zar. Nel 1831 l'Esercito polacco, la Costituzione, il Sejm (il Parlamento polacco) e le amministrazioni locali vennero sciolte. Vennero chiuse anche tutte le università, per essere poi riaperte diversi anni dopo come scuole superiori russe.
Inizialmente il territorio mantenne un certo livello di autonomia rispetto ad altre gubernie. L'ex Regno di Polonia continuò ad utilizzare la valuta polacca (lo złoty) ed il Consiglio Amministrativo mantenne alcuni dei suoi privilegi (anche se era controllato direttamente dal governatore russo, il Feldmaresciallo Ivan Paskevich). Tuttavia, dal 1832, la valuta ed i confini abituali vennero aboliti, come anche il sistema metrico ed il codice penale. Anche la Chiesa cattolica di rito romano venne perseguita e gran parte dei monasteri vennero chiusi e nazionalizzati, mentre la Chiesa greco-cattolica ucraina fu ufficialmente bandita e i suoi seguaci vennero trattati come ortodossi dopo che il clero dell'eparchia di Chełm si convertì nel 1875 alla fede ortodossa. 
Dopo la rivolta di gennaio del 1863, lo stemma del Regno di Polonia fu abbandonato, la lingua polacca fu bandita dagli uffici e nel processo educativo e fu completato il processo di incorporazione delle gubernie polacche e la russificazione delle sue amministrazioni.
Dopo la riforma del 1867, vi furono 10 gubernie: Сувалкская (Suvalskaja), Ломжинская (Lomžinskaja), Плоцкая (Plotskaja), Седлецкая (Sedletskaja) e Люблинская (Ljublinskaja) sulla riva destra del fiume Vistola, ed i restanti cinque sulla riva sinistra del fiume: Калишская (Kalishskaja), Варшавская (Varšavskaja), Петроковская (Petrokovskaja), Радомская (Radomskaja) e Келецкая (Keletskaja).
Il territorio fu un namestnichestvo fino al 1875 ed in seguito divenne Governatorato Generale (vedere Namestnik del Regno di Polonia).
Durante la prima guerra mondiale, nel 1915, l'area fu occupata dagli Imperi centrali e nel 1917 la Russia cedette tutti i territori polacchi alla Germania ed all'Austria-Ungheria che vi fondarono il Regno di Polonia.